# Peytoia
A Peytoia a Dinocaridida osztályának Radiodonta rendjébe, ezen belül a Hurdiidae családjába tartozó nem.

## Rendszerezés
Az eddigi ismeretek szerint ebbe a nembe az alábbi 2 faj tartozik:
- Peytoia infercambriensis (Lendzion, 1975)
- Peytoia nathorsti Walcott, 1911 - típusfaj

## Fordítás
- Ez a szócikk részben vagy egészben  a   Peytoia című angol Wikipédia-szócikk ezen változatának fordításán alapul.  Az eredeti cikk szerkesztőit annak laptörténete sorolja fel. Ez a jelzés csupán a megfogalmazás eredetét és a szerzői jogokat jelzi, nem szolgál a cikkben szereplő információk forrásmegjelöléseként.